# Buddyjska Wspólnota „Zen Kannon”
Buddyjska Wspólnota „Zen Kannon” – buddyjski związek wyznaniowy powstały w 1987 roku za sprawą Jakusho Kwonga, który przyjechał do Polski. Podstawową praktyką w tej wspólnocie jest praktyka medytacyjna zwana zazen, której istotą jest poznanie swojej prawdziwej natury, osiągnięcie stanu buddy. Wspólnota liczy ponad 100 osób, spotkania odbywają się regularnie na medytacjach w Warszawie i w innych miejscowościach na terenie całej Polski. Należy do Polskiej Unii Buddyjskiej. Od 31 stycznia 1990 roku wspólnota została wpisana do rejestru.